# 孙智伟
孫智偉（1965年10月16日—），和其孿生兄弟孫智宏同為數學家，工作在組合數論、組合數學、群論和數理邏輯。現在任教於南京大學。他和其兄弟提出了沃爾-孫-孫素數，以尋找費馬大定理的反例。

## 生平
2005年，他證明所有正整數都可表示為一個偶平方數與兩個三角形數之和。他最近猜測大於4的整數都可表成一個奇素數與兩個正的斐波那契數之和。

## 外部連結
- Zhi-Wei Sun's Home Page （页面存档备份，存于）